# Rips
Rips kan även vara ett dialektalt namn på röda vinbär
Rips är en vävteknik. Det är en tuskaftsteknik med varpeffekt. Generellt innehåller varpflätan väldigt många trådar som sedan döljer inslaget. Inslaget växlar generellt mellan ett tjockt för att lyfta fram varpens färg och ett tunt för att låsa mönstret. I ripsteknik blir tyget vändbart, men färgerna inverterade.
Rips kan även vävas med inslagseffekt. Då lägger man inslaget i bågar så att varpen sedan täcks när inslagsgarnet slås in med slagbommen. Framsidan och avigsidan på tyget blir lika.
|  |  |  |